# Luis Stitzinger
Luis Stitzinger (* 16. Dezember 1968 in Füssen; † zwischen dem 25. Mai und 30. Mai 2023 am Kangchendzönga) war ein deutscher Extrembergsteiger sowie staatlich geprüfter Berg- und Skiführer.

## Werdegang
Stitzinger war der Sohn des Bergführers Volkmar „Burschi“ Stitzinger und wuchs mit zwei jüngeren Geschwistern in Halblech im Ostallgäu auf. Er studierte an der Fakultät für Sportwissenschaften der Technischen Universität München und wurde dort 1999 für seine Arbeit Prävalenz von Eßstörungen im Sportklettern – ein Vergleich von Leistungs- und Breitensportkletterern mit dem „Dr. Gertrude Krombholz-Preis“ ausgezeichnet. Außerdem studierte er Anglistik an der LMU München und absolvierte die Ausbildung zum Berg- und Skiführer mit staatlicher Prüfung.
Beruflich war Stitzinger von 1998 bis 2003 in München als hauptamtlicher Mitarbeiter der Sektion München des Deutschen Alpenvereins tätig (Leitung des Bereichs Alpinistik, Bibliothek, Ausrüstungsverleih). Von 2004 bis 2012 war er beim DAV Summit Club für Expeditionen und Extrembergsteigen im Programm zuständig und leitete selbst viele dieser Expeditionen.
2013 machte er sich mit seinem eigenen Unternehmen Go Climb A Mountain und als Profibergsteiger selbstständig. Zusätzlich war er für einen Oberstdorfer Spezialveranstalter als Expeditionsleiter tätig.
Stitzinger lebte in Füssen. Er war ab 2011 mit der Bergsteigerin Alix von Melle verheiratet.

## Extremalpinismus
Stitzinger bestieg zahlreiche Berge in den Hochgebirgen der Erde und leitete viele Expeditionen, unter anderem zu Sieben- und Achttausendern. Einen Namen machte er sich aber vor allem durch seine spektakulären Skibefahrungen von Achttausendern in den letzten Jahren. Mit Skibefahrungen an sieben Achttausendern zählte er zu den erfolgreichsten Big Mountain Skiers der internationalen Extremski-Szene. 

### Tod
Ab dem 25. Mai 2023 galt Stitzinger als vermisst, nachdem er ohne Begleitung im Himalaya vom Kangchendzönga so weit wie möglich mit Ski hatte abfahren wollen. Am 30. Mai 2023 wurde seine Leiche auf einer Höhe von 8400 Metern gefunden. Er war höhenkrank geworden, wie eine Autopsie ergab.

## Achttausender-Besteigungen
- 2000 
 Cho Oyu (8188 m) mit einer deutschen DAV Summit Club-Expedition im Herbst.
- 2006 
 Gasherbrum II (8034 m) mit einer deutschen DAV Summit Club-Expedition, bei der alle neun Teilnehmer an den Gipfel gelangten. Nach einem Ruhetag im Basislager machten sich Benedikt Böhm, Sebastian Haag und Luis Stitzinger nochmals auf den Weg zum Gipfel und erreichten diesen trotz kräftezehrender Spurarbeit in 12 Stunden 30 Minuten vom ABC-Lager (5900 m) aus. Nach gelungener erster vollständiger Skibefahrung, wobei Steilstücke von über 50 Grad Steilheit befahren werden mussten, gelangten die drei Bergsteiger nach 17 Stunden Roundtrip wieder ins ABC-Lager zurück.[9]
- 2008 
 Nanga Parbat (8125 m) mit einer deutschen DAV Summit Club-Expedition, bei der sechs von sieben Teilnehmern am 21. Mai den Gipfel über die klassische Kinshofer-Route der Diamirflanke erreichten, darunter zwei Frauen. Nach geglückter Besteigung verblieben Josef Lunger aus Landsberg am Lech und Luis Stitzinger noch etwas länger am Berg, um eine Überschreitung des 10 km langen Mazeno-Kamms bis zum Gipfel des Nanga Parbat zu versuchen. Dabei gelang ihnen die Zweitbesteigung des Mazeno Peak (7145 m). Vor Erreichen des Mazeno Col (6940 m) mussten sie aber nach sieben Klettertagen aufgrund zur Neige gehender Gas- und Essensvorräte abbrechen und über die Soloroute (1978) Reinhold Messners zurück zum Diamir-Basislager absteigen. Nach einigen Ruhetagen brach Stitzinger nochmals im Alleingang Richtung Gipfel auf und realisierte die erste Skibefahrung der zentralen Diamirflanke von 300 Meter unterhalb des Gipfels aus. Nach nur 24,5 Stunden kehrte er wieder ins Basislager zurück.[10][11]
- 2009 
 Dhaulagiri (8167 m) mit einer deutschen DAV Summit Club-Expedition, bei der acht von zehn Teilnehmern – darunter drei Frauen – den Gipfel erreichten. Die geplante Skiabfahrt mit Rupert Hauer, Bergführer aus Mauterndorf/Lungau, Österreich, vom Dhaulagiri scheiterte aufgrund schlechten Wetters, dafür gelang die Erstbefahrung des benachbarten Tukuche Peak (6920 m).[12]
- 2010 
 Makalu (8485 m) mit einer über den DAV Summit Club organisierten Sondergruppe, bei der acht Teilnehmer aus Deutschland und zwei aus Südtirol mit an Bord waren. Aufgrund anhaltender Jetstreams im Vormonsun 2010 lief den meisten Teilnehmern schließlich die Zeit davon. Nur Josef Lunger, Alix von Melle und Luis Stitzinger verblieben noch im Basislager und starteten um den 24./25. Mai einen letzten Gipfelversuch, wobei von Melle und Stitzinger wegen der extremen Kälte auf 8050 m umkehrten und Lunger allein – als einer der wenigen Bergsteiger ohne zusätzlichen  Sauerstoff – den Gipfel erreichte.[13]
- 2011 
 Broad Peak (8051 m) und K2 (8611 m). Nachdem der von ihm geleiteten DAV Summit Club-Expedition zum Broad Peak nach einem aufgrund von zu tiefem Schnee und schlechtem Wetter missglückten Gipfelversuch am 14. Juli die Zeit ausging, gelang Stitzinger mit seiner Frau Alix von Melle am 25. Juli die erfolgreiche Besteigung des Hauptgipfels, den sie am 25. Juli gegen 14 Uhr erreichten. Im Anschluss fuhr Stitzinger mit den Ski vom skitechnisch höchstmöglichen Punkt, dem Col auf 7850 m, bis an den Wandfuß ab. Kurze Zeit später erreichte Stitzinger mit ca. einem Dutzend anderer Bergsteiger im einzigen maßgeblichen Gipfelversuch der Saison von der Südseite am 5. August die „Schulter“ des K2 (ca. 8000 m). Der Gipfelversuch kam aber aufgrund sich verschlechternden Wetters ins Stocken und alle Bergsteiger stiegen zurück ins Basislager ab. Stitzinger fuhr daraufhin am 6. August mit Ski vom Camp 4 (7900 m) über die Kukuczka-Route bis an den Wandfuß ab – die erste Skibefahrung dieser Linie und die bis dato wohl längste Skiabfahrt am K2 überhaupt.[14]
- 2012 
 Manaslu (8163 m). Vom 9. April bis 26. Mai brachen Stitzinger und von Melle 2012 zusammen mit drei Freunden (Rainer Jäpel, Saskia Held und Christian Ranke) zum Manaslu auf, der aufgrund seiner Wetterkapriolen immer wieder in die Schlagzeilen gekommen war (s. a. großes Lawinenunglück im Herbst 2012). Auch der fünfköpfigen Kleinexpedition war das Wetterglück am Berg wenig hold, nur 180 Höhenmeter unterhalb des Gipfels mussten die Bergsteiger aufgrund eines urplötzlich auftretenden Gewitters die Flucht antreten und kamen mit Mühe und Not nach einem dreistündigen Abstieg durch Blitz und Donner mit kleineren Blessuren davon, mehrere Teilnehmer erlitten leichtere Erfrierungen.[15] (Friedl Mutschlechner war 1991 am Manaslu durch Blitzschlag ums Leben gekommen.)
- 2013 
 Shisha Pangma (8027 m). Den „kleinsten“ der 14 Achttausender bestiegen von Melle und Stitzinger im April 2013. Nach nur zwölf Tagen im Basislager (ABC, 5650 m) gelang ihnen der Aufstieg auf den nur selten bestiegenen Hauptgipfel des Berges über die Iñaki-Route durch die Nordostwand des Gipfels. Nach elfstündigem Aufstieg erreichten sie von einem vorgeschobenen zweiten Hochlager (C2A, 7100 m) um 13.30 Uhr den Gipfel über seinen exponierten Grat, wobei ihnen starke Windböen beinahe noch den Erfolg kosteten. Stitzinger fuhr daraufhin vom Skidepot, ca. 50 Höhenmeter unterhalb des Hauptgipfels, bis zum Ende des Shisha-Pangma-Gletschers auf ca. 5700 m, mit Ski ab.[5]
- 2017 
 Manaslu (8163 m). Gemeinsam mit seiner Frau Alix von Melle erreichte Luis Stitzinger am 30. September 2017 den Gipfel.
- 2018 
 Gasherbrum I (8080 m). Mit Gianpaolo Corona erreichte Luis Stitzinger am 18. Juli den Gipfel ohne die Verwendung von zusätzlichem Sauerstoff und als einzige Bergsteiger der Saison 2018, nachdem sie sich zuvor nur zu zweit durch teils tiefen Neuschnee über 13–14 Stunden von ihrem letzten Hochlager (C3, 7100 m) auf den Berg hinauf gekämpft hatten. Anschließend gelang Stitzinger eine Skiabfahrt vom Gipfel bis zum großen Gletscherbruch, knapp oberhalb des Basislagers (Abstieg zu Fuß ca. 7500 bis 7100 m wegen Dunkelheit und Japaner Couloir 7200 bis 6500 m wegen Lawinengefahr).[16]
- 2019 
 Mount Everest (8848 m). Am 24. Mai bestieg Luis Stitzinger als Bergführer einer Gruppe mit 7 Teilnehmern aus verschiedenen europäischen Ländern und den USA sowie 8 nepalesischen Climbing Sherpas erfolgreich den Gipfel über die Nordroute (Nord-/Nordost-Grat/Tibet). Alle Bergsteiger verwendeten zusätzlichen Sauerstoff für den Aufstieg.[17]
- 2022 
 Mount Everest (8848 m). Am 13. Mai erreichte Stitzinger als Bergführer von der nepalesischen Südseite aus den Gipfel. Er stieg mit Graham Keene auf, der zu diesem Zeitpunkt mit 68 Jahren der älteste Brite auf dem höchsten Berg der Welt war.[18]
- 2023 
 Kangchendzönga (8586 m). Am 25. Mai soll Stitzinger den Gipfel erreicht haben. Eine geplante Skibefahrung konnte er nicht realisieren. Ein Team einheimischer Bergsteiger fand seinen Leichnam fünf Tage später in 8400 Metern Höhe.[19]